# Marin Rădulescu
Marin St. Rădulescu (n. 23 martie 1892, Peretu, Teleorman, România – d. 21 ianuarie 1972) a fost un silvicultor român din prima jumătate a secolului al XX-lea.
Între 1930 si 1946, Marin Rădulescu a fost șeful Secției de Împăduriri a Casei Autonome a Pădurilor Statului. De numele său sunt legate lucrări de împădurire și refacere a arboretelor din Cadrilater, Delta Dunării, Brezoi Lotru, Calafat, precum și a celor din raza ocoalelor Țigănești (astăzi Snagov), Fântânele, Bacău și altele.
A fost cel mai apropiat colaborator al profesorului Marin Drăcea, împreună cu care a introdus și apoi dezvoltat o metodă originală de regenerare-refacere a arboretelor de șleau, considerată de academicianul Victor Giurgiu drept momentul de naștere al silviculturii moderne în România. Metoda era adaptată condițiilor climatice și de sol ale României, fiind aplicată și astăzi în ocoalele silvice din Câmpia Română. 

## Biografie
S-a născut la 23 martie 1892 în comuna Peretu, Teleorman. Tatăl său, preotul Ștefan Rădulescu, a murit pe când Marin avea 11 ani. 
A urmat gimnaziul Sfântul Haralambie din Turnu Măgurele și apoi liceului Gheorghe Lazăr din București, câștigându-și existența prin meditații.
În 1912 se înscrie la Școala Superioară de Silvicultură de la Brănești, pe care o întrerupe în 1914 pentru a satisface stagiul militar și a participa la Primul Război Mondial. Este luat prizonier în toamna lui 1916 și petrece doi ani în lagărele din Germania. Apoi termină cursurile de la Școala Superioară de Silvicultură în 1919 ca șef de promoție.
Ca stagiar a lucrat la ocoalele silvice Câmpulung și Cislău. În 1920 a ajuns la ocolul silvic Mănăstirea Țigănești, Ilfov, condus la vremea aceea de Marin Drăcea. Între 1921-1923 a funcționat ca șef de ocol la Țigănești.
Între 1924-1926 și-a perfecționat cunoștințele la Școala Superioară pentru Știința Solului din Viena. 

### Prima metodǎ romaneascǎ de regenerare asistatǎ a pǎdurilor de șleau de câmpie
În anii 1920-1922, din inițiativa și cu sprijinul profesorului Marin Drăcea, Marin Rǎdulescu a conceput și experimentat pentru prima datǎ o metodǎ româneascǎ de refacere-regenerare a arboretelor de șleau de câmpie, eveniment care marcheazǎ detașarea de împrumuturi conceptuale strǎine și reprezintǎ nașterea silvotehnicii naționale, situând România printre țările cu o cultură forestieră avansată. Metoda prevede introducerea stejarului pedunculat prin semǎnǎtură în ochiuri sub masiv, în sol mobilizat cu sapa sau cu plug forestier. Avantajul acestei metode este acela cǎ asigurǎ preponderența stejarului în masivul de șleau, și obținerea unor arborete amestecate, care sunt ieftine și ușor de condus. În manuale este cunoscutǎ ca metoda Drăcea.   
Ulterior metoda a fost dezvoltată de Ioan Vlad. Regenerările (tăierile) progresive, prin metoda românească și în variantă clasică, au fost aplicate pe larg în România, dar cu mare întârziere și doar temporar (1966-1986).

### Șef al Serviciului de împǎduriri

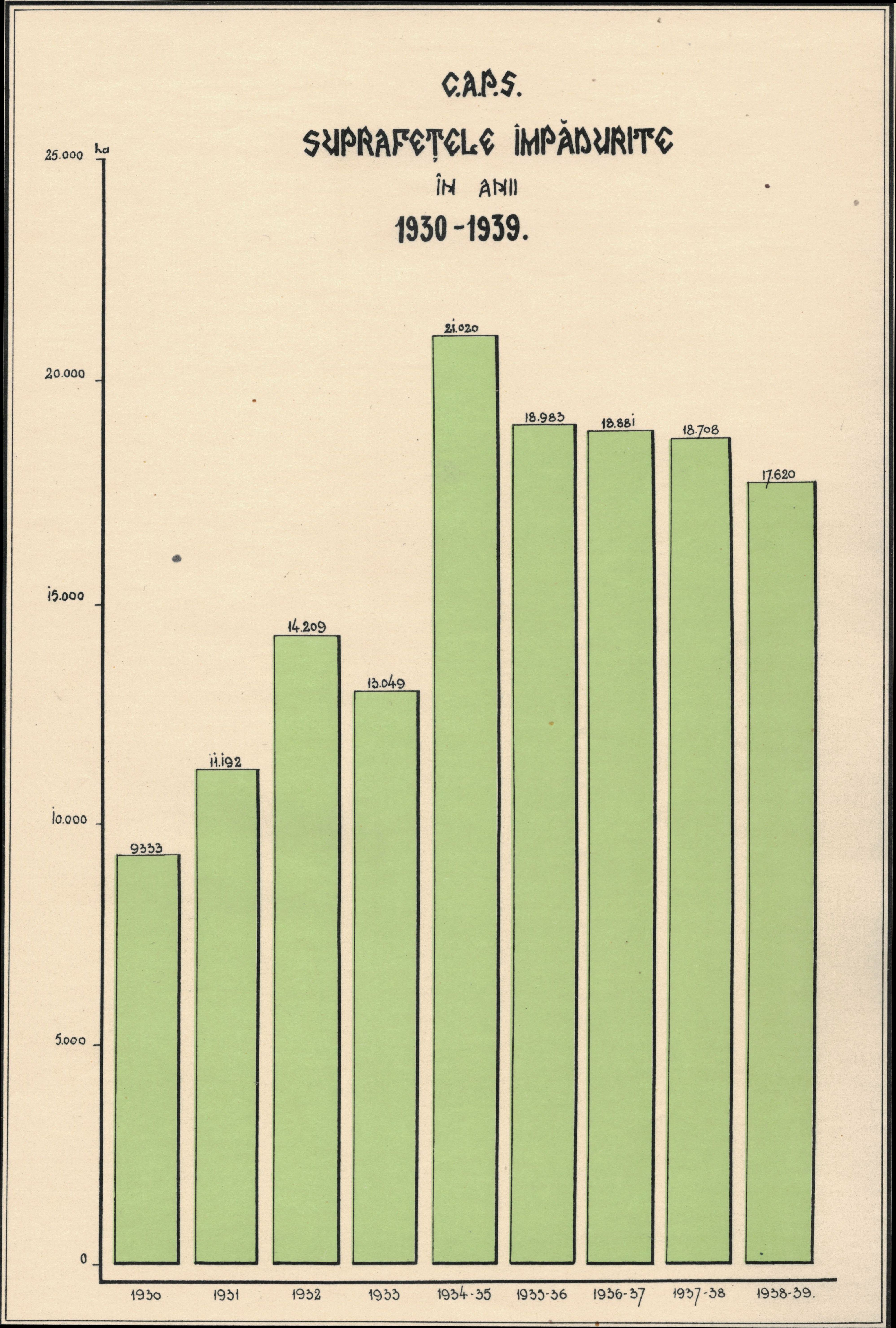
Suprafețe împădurite de CAPS între 1930 - 1939.

Între 1927-1946 Marin Rǎdulescu a fost șeful secției de împăduriri, în cadrul Direcției Tehnice al Casei Padurilor, transformata in 1930 in Casei Autonome a Pǎdurilor Statului (CAPS). A luptat cu inerția birocraticǎ, s-a preocupat sǎ valorifice perioada optimǎ pentru împǎduriri, din luna aprilie. Comunica pe cale particularǎ șefilor de ocoale sǎ înceapǎ imediat lucrǎrile, asigurându-i cǎ fondurile sunt aprobate și urmeazǎ sǎ soseascǎ. In aceasta perioada a crescut recoltarea semintelor in Romania si nu a mai fost necesar importul de seminte. De asemenea s-a marit suprafata pepinierelor.    
Suprafața împădurită a crescut an de an, ajungând la 22.000 ha în 1934, un an de fructificare bună a stejarului, în condițiile în care în administrația CAPS era o suprafațǎ de 1.979.039 ha, din care 1.875.690 ha pǎduri. Costul plantațiilor a scăzut de la 1230 lei/ha în 1930, la 571 lei/ha în 1934-35.   
In 1946, a fost ales membru în Consiliul Tehnic al Pǎdurilor. În aceeași perioadă a fost membru în Consiliul pentru Amenajarea Deltei, unde a obtinut crearea unor conditii bune de lucru în Deltă, prin achiziționarea de tractoare, o șalupă și construcția de cantoane. De asemenea a obțtinut un salariu motivant pentru seful ocolului Letea.  
După desființarea CAPS în 1948, a lucrat în corpul de control al Ministerului Siviculturii (1948-1949).
În zona de câmpie, a promovat regenerarea naturalǎ a pǎdurilor, pentru obținerea unor arborete amestecate, sǎnǎtoase și trainice, din sǎmânța celor care dǎinuiesc de mii de ani în pǎdurile noastre.

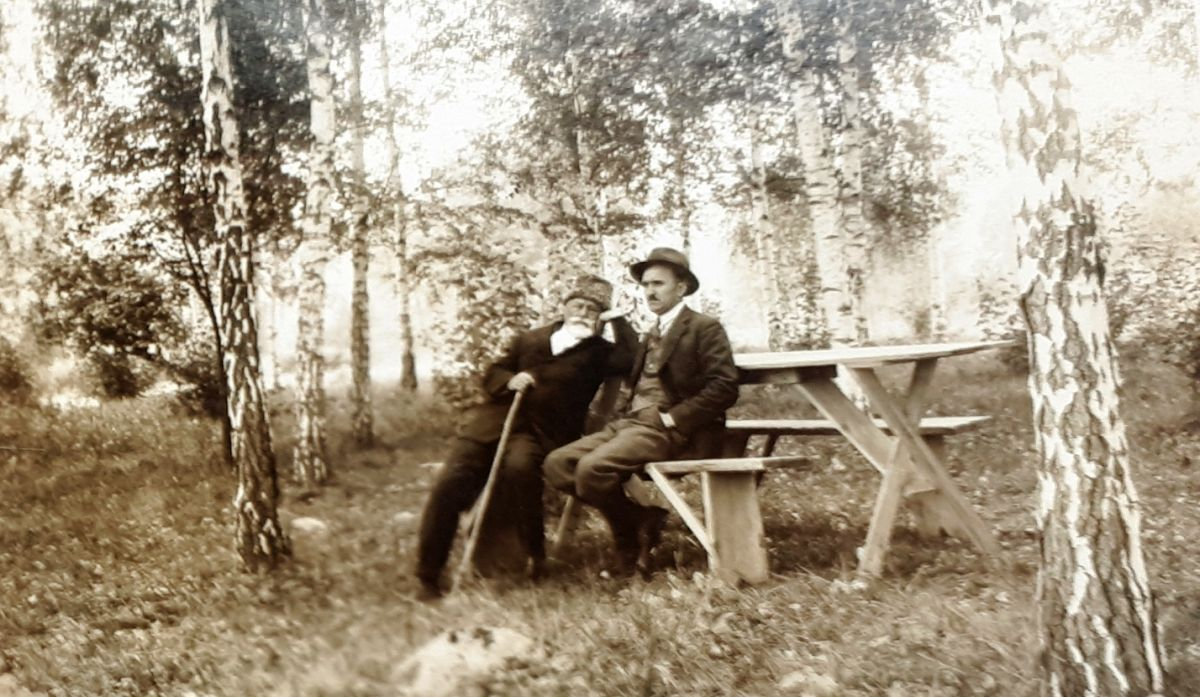
Iuliu Moldovan și Marin Rǎdulescu la Dofteana, jud Bacau, în 1934

A stǎruit pentru stingerea restanțelor la împǎduriri în pǎdurile de munte, tǎiate ras de societǎțile strǎine. Numai în ocolul silvic Brezoi Lotru s-au împǎdurit anual 850 hectare. A militat, în premierǎ,  pentru introducerea plopilor euroamericani. Cultura acestor plopi a plecat de la 42 mladițe în 1920 și a ajuns în 1946 la 30000 hectare. A realizat culturi de anin negru, nuc negru, larice și rachitǎ.

Timp de decenii s-a ocupat în mod deosebit de împǎdurirea Dobrogei. S-au plantat mari suprafețe pe grindurile din Pădurea Letea și Pădurea Caraorman cu plop negru hibrid, iar în Cadrilater cu stejar. Întrucât unele ocoale din Cadrilater nu aveau capacitatea să asigure împădurirea suprafețelor planificate, le-a dotat cu tractoare și a cerut Direcțiilor Silvice Pitești, București și Chișinău să le furnizeze puieți. În Consiliul Tehnic al Pǎdurilor a militat pentru refacerea terenurilor degradate, inclusiv pentru împǎdurirea terenurilor cu nisipuri mișcǎtoare. În calitate de membru al Consiliului de Îmbunǎtǎțiri Funciare a contribuit la conservarea pǎdurilor din Delta Dunării și din lunca inundabilǎ a acestui fluviu.

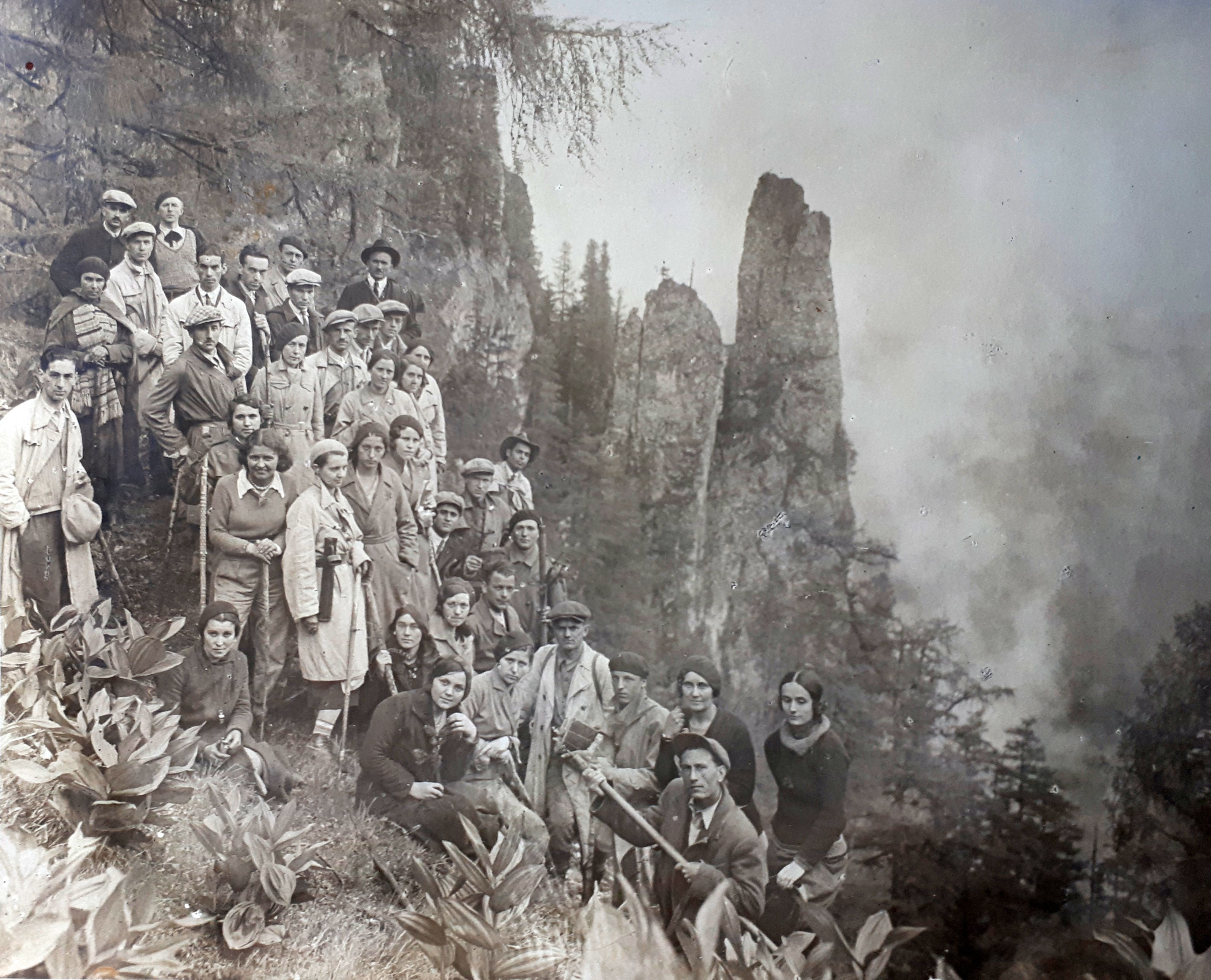
Excursie cu studenți pe Ceahlǎu - Constantin D. Chiriță, Friedrich Haner, Teodor Bălănică, Constantin Motaș, Marin Rǎdulescu

### Activitatea didacticǎ și știintificǎ
Între 1927-1949 a activat în învǎțǎmântul superior, suplinind periodic profesorii Marin Drăcea și N. G. Popovici la Facultatea de Silvicultură, la cursurile de silvicultură, exploatarea lemnului și la cel de tehnologia lemnului.
În cercetǎrile sale pe teren, Marin Rǎdulescu a facut experiențe direct în pǎduri, devenite laboratoare didactice în situ, vizitate de studenți și de participanți la cursurile de perfecționare, dar și de specialiști strǎini. 
În calitate de cercetǎtor știintific a scris peste 70 de lucrǎri cu tematicǎ diversǎ:
- stabilirea soluțiilor de împǎdurire pentru silvostepǎ,
- mǎrirea procentului de rǎșinoase în pǎdurile de fag din care acestea fuseserǎ eliminate,
- refacerea pǎdurilor din Delta Dunǎrii,
- prevenirea efectelor gerurilor târzii și ale secetei asupra producției de ghindǎ.

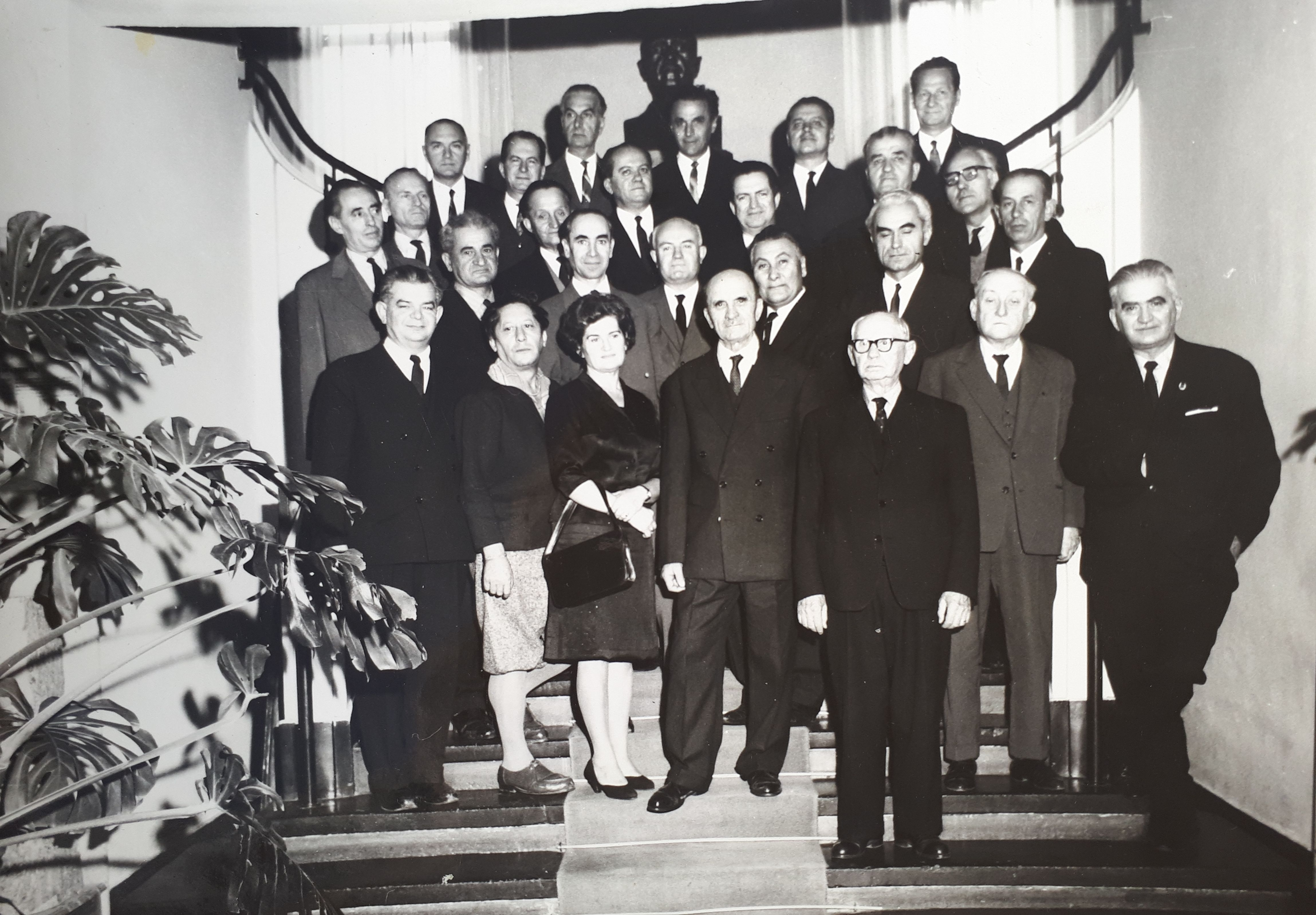
La o aniversare, cu Alexandru Beldie, Aurora Gruescu, Vintilă Stinghe, Grigore Eliescu, Constantin D. Chiriță

A fost membru al societǎților Progresul Silvic, Touring Club, Societatea Românǎ de Geografie.
Între 1949 și 1958 a lucrat la Institutul de Cercetări și Experimentație Forestieră (ICEF). 
Dupǎ pensionare a contribuit la încǎ 10 proiecte de cercetare silvicǎ.

## Lucrări publicate
- 1936 Amenajament pentru moșia Balotești, Mehedinți, parte a donației fundației Jacques M. Elias către Academia Română
- 1952 Marin Rădulescu - "Specii forestiere repede crescătoare", Editura de Stat pentru Literatură Forestieră
- 1953 Marin Rădulescu - "Salcâmul, arbore foarte indicat pentru micile păduri țărănești", Editura Agro-Silvică de Stat
- 1954 M. Rădulescu și Ioan Z. Lupe - "Procedee de păstrare a ghindei în timpul iernii", Editura Agro-Silvică de Stat
- 1955 Marin Rădulescu - "Ameliorarea pădurilor din luncile râurilor și din regiunea inundabilă a Dunării și Deltei", Editura Agro-Silvică de Stat
- 1959 Ioan Z. Lupe, M. Rădulescu și Fl. Voinea - "Tipuri de culture forestiere pentru stepă și silvostepă", Editura Agro-Silvică de Stat

## Articole Revista Pădurilor
- Stejar (1929 nr. 7; 1935 nr. 2; 1936 nr. 7-8; 1952 nr. 11)
- Regenerare naturală (1931 nr. 5; 1936 nr. 9)
- Împădurire silvostepă (1939 nr. 1; 1952 nr. 8; 1955 nr. 2)
- Deltă și Dobrogea (1928 nr. 10; 1940, nr. 11-12; 1949, nr. 3; 1950, nr. 2-3; 1956, nr. 7)
- Exotice (1928 nr.11; 1937 nr. 2; 1952 nr. 9; 1955 nr. 12; 1956 nr. 3; 1956 nr. 10)
- Ocoale silvice model (1953 nr. 2; 1954 nr. 12; 1955 nr. 6)
- Îmbunătățiri funciare (1939 nr. 5; 1948 nr. 1; 1950 nr. 1; 1954 nr. 2)
- Pepiniere (1936 nr. 2, 6; 1937 nr. 5, 1938 nr. 3)